# وارن كان
وارن كان هو طبال كندي، ولد في 20 مايو 1950 في فيكتوريا في كندا.

## وصلات خارجية
- وارن كان على موقع IMDb (الإنجليزية)
- وارن كان على موقع ميوزك برينز (الإنجليزية)
- وارن كان على موقع أول ميوزيك (الإنجليزية)
- وارن كان على موقع ديسكوغز (الإنجليزية)
- وارن كان على موقع قاعدة بيانات الفيلم (الإنجليزية)